# Didier Robert de Vaugondy

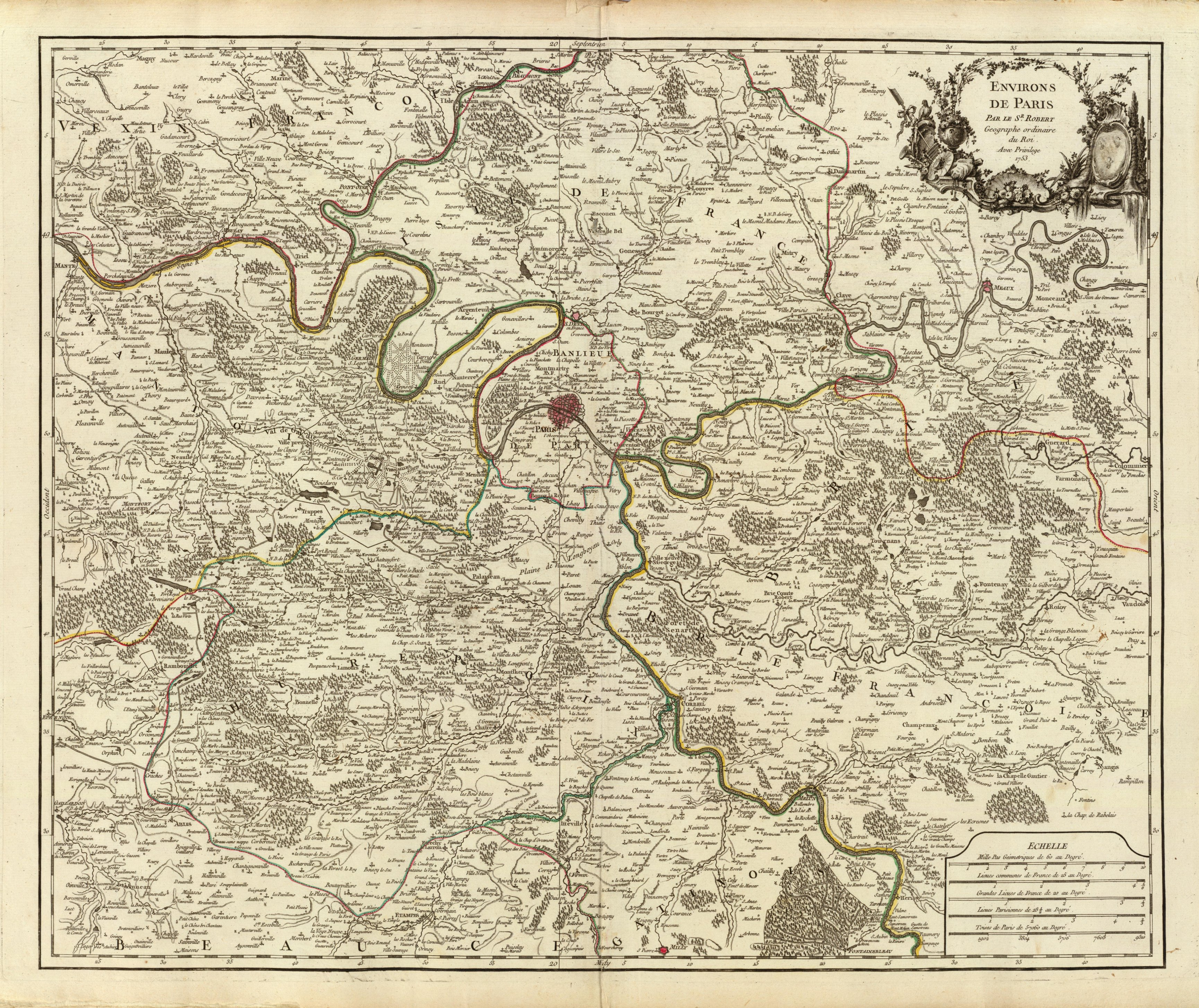
Karte Environs de Paris (dt. „Umgebung von Paris“), aus der Erstauflage des Atlas Universel, Paris 1757.

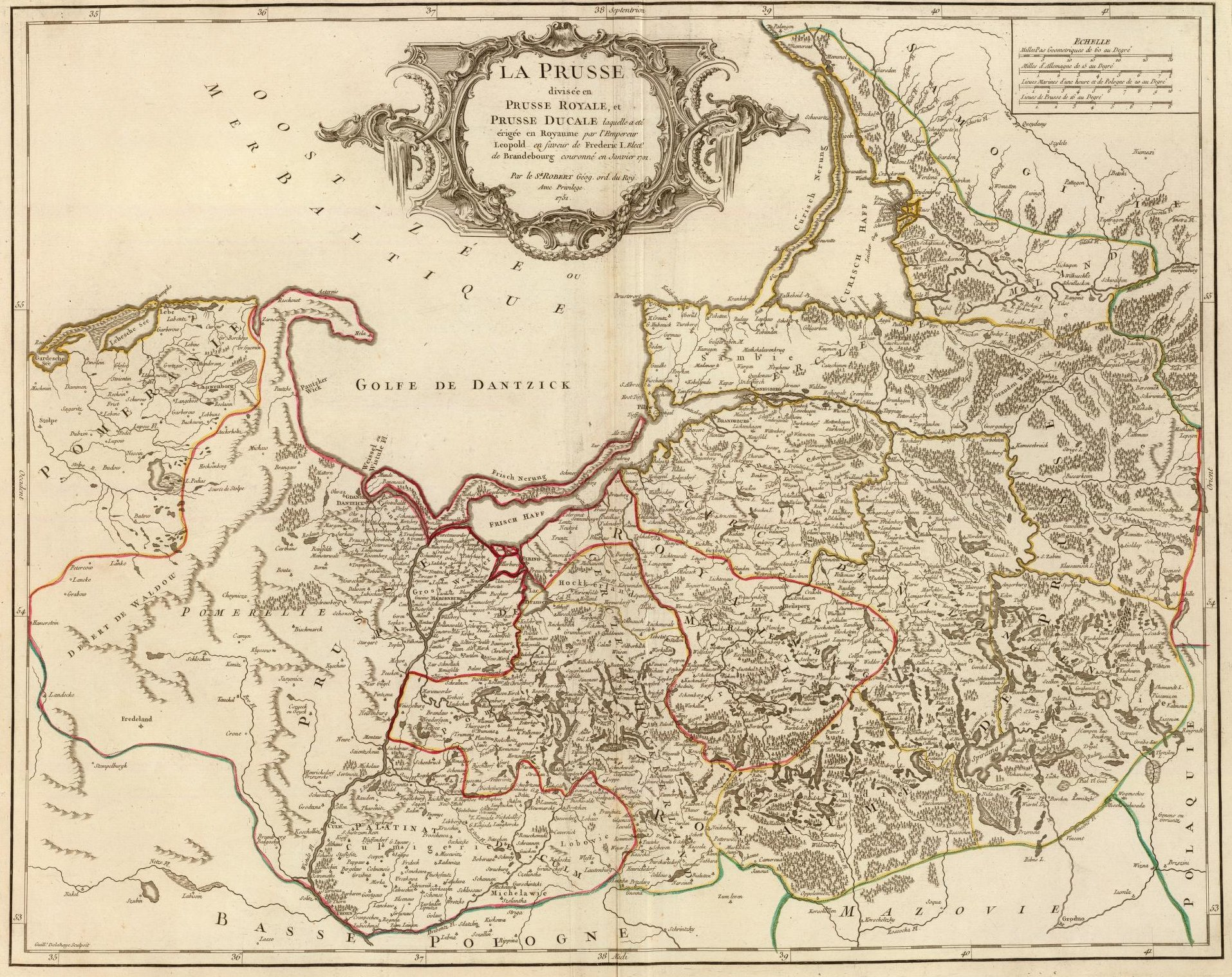
Preußen-Karte La Prusse, 1751

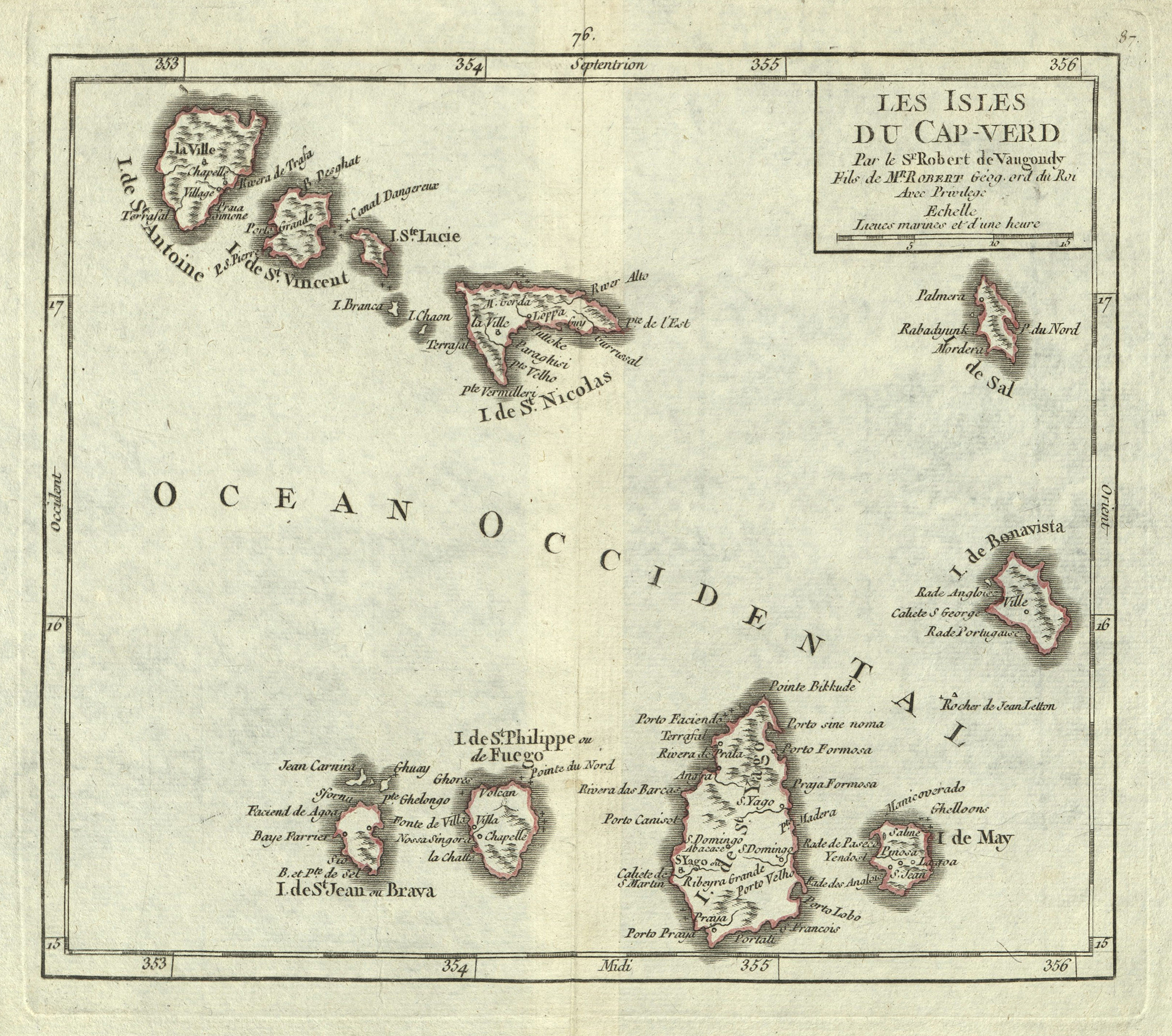
Karte Les Isles du Cap-Verd, 1749

Didier Robert de Vaugondy (* 1723 in Paris; † 1786) war Geograph des französischen Königs Ludwig XV. und des Herzogs von Lothringen, Beiträger zur Encyclopédie und königlicher Zensor.

## Leben und Werk
Robert wurde 1723 in Paris geboren und lernte bei seinem Vater, dem königlichen Geographen Gilles Robert de Vaugondy (1688–1766). Als Neunzehnjähriger veröffentlichte er bereits eine Neuauflage der Tables méthodiques seines berühmten Urgroßvaters, dem „Vater der französischen Geographie“ Nicolas Sanson (1600–1667). Zusammen mit seinem Vater Gilles und weiteren Bearbeitern arbeitete er an der Géographie sacrée et histoire de l’Ancien et du Nouveau-Testament, die 1747 in Paris erschien. 1752 schuf er im Auftrag Ludwigs XV. einen Erd- und einen Himmelsglobus. Unter den in den folgenden Jahren geschaffenen kartographischen Arbeiten ragt der 1757 erschienene und gemeinsam mit seinem Vater herausgegebene Atlas universel heraus.
Zu dem im selben Jahr veröffentlichten siebten Band der Encyclopédie trug Robert insgesamt drei Artikel bei, von denen vor allem der Artikel Globe (dt. „Globus“) durch seine detaillierte und exakte Beschreibung der Globusherstellung erwähnenswert ist. Nach dem Skandal um d’Alemberts Artikel Geneve und dem Entzug des königlichen Privilegs zog sich Robert – wie auch eine Reihe anderer Autoren – von der Mitarbeit an der Encyclopédie zurück.
In den verbleibenden siebenundzwanzig Jahren seines Lebens schuf Robert weitere Werke zur Geographie und zahlreiche Karten, die er in seinem Geschäft am quai de l’Horloge in Paris verkaufte. Er schuf Karten für Montesquieus Esprit des lois, für Buffons Histoire naturelle und für Brosses Histoire des navigations aux termes australes. James Cook, der die für Brosses angefertigten Karten auf seine Reisen mitnahm, äußerte sich zufrieden über sie.
Ab dem Jahr 1772 diente Robert der französischen Krone als königlicher Zensor. In dieser Funktion geriet er durch seine Beurteilung von Joseph-André Brun de la Combes Triomphe du nouveau monde stark unter Druck. Brun hatte in dem 1785 veröffentlichten Werk die Errungenschaften der Amerikanischen Revolution gelobt, die Abschaffung der Todesstrafe selbst für den Fall des Königsmordes propagiert und für die Einführung der muttersprachlichen Liturgie und die Abschaffung des Zölibats argumentiert. In seiner im November 1784 verfassten Publikationsgenehmigung hatte Robert allerdings nicht nur die „Klarheit der Sprache“ des Werkes gelobt, sondern auch betont, unter den wenigen Büchern, die es wert seien, der Nachwelt überliefert zu werden, verdiene dieses einen herausgehobenen Platz. Während Brun hart bestraft wurde, ist von einer Verurteilung Roberts nichts bekannt.
Obgleich einige Zeitgenossen Robert mit dem Argument verteidigten, die Beurteilung des Werkes habe ihn als Geographen überfordert, zeichnen seine Beiträge zu den Géographie moderne betitelten drei Teilbänden der Encyclopédie méthodique ein anderes Bild. In den Artikeln Konigsberg ou Kœnigsburg und Mâcon spricht Robert sich für religiöse Toleranz aus und im Artikel Langres lobt er Diderot als „Literaten ersten Ranges“. Der dritte und letzte Teilband der Géographie moderne erschien zwei Jahre nach Roberts Tod und ein Jahr vor Ausbruch der Französischen Revolution.
Seit 2013 trägt die Insel Vaugondy Island in der Antarktis seinen Namen.

## Werke (Auswahl)
- L’Europe : divisée en ses états, empires, royaumes et républiques. Delamache, Paris 1767 (Digitalisat)
- Beiträge zur Encyclopédie, Band 7: Foang – Gythium, Paris 1757.
  - Artikel Fuseau (Geog.), S. 385.
  - Artikel Géographie, S. 608–613.
  - Artikel Globe (Astronom. & Géogr.), S. 707–711.
- Carte Des Isles Britanniques qui renferment les Royaumes D’Angleterre D’Ecosse & D’Irlande, Paris 1789 (Digitalisat)